# Binny en de geest
Binny en de geest (Duits: Binny und der Geist) is een Duitse jeugdserie geproduceerd door het productiebedrijf UFA Fiction in opdracht van de Walt Disney Company GSA. Het idee voor de serie kwam van Steffi Ackermann en schrijfster Vivien Hoppe. De pilot aflevering werd in Duitsland als preview uitgezonden op 23 maart 2013 op Disney Channel. De finale van de serie werd voor het eerst uitgezonden op 15 mei 2016 op Disney Channel in Duitsland. De plot van de serie werd afgesloten in de laatste aflevering. 
In Nederland en Vlaanderen vond de premerie van de serie plaats op het Disney Channel. Daar werd de serie uitgezonden onder de Engelse titel Binny and the Ghost en met andere afleveringstitels. Op Disney+ heeft de serie een gelokaliseerde Nederlandse titel en zijn de afleveringen anders genoemd.

## Verhaal
De 13-jarige Binny verhuist met haar ouders van Hamburg naar Berlijn, naar een oude villa. Daar ontdekt ze dat haar kamer al wordt bewoond door een 14-jarige geest genaamd Melchior. Hij weet echter niet waarom hij al meer dan honderd jaar een spook is. Melchior kent de 21e eeuw niet, en Binny begrijpt Melchior, die in 1900 is geboren, niet. Ten slotte besluit Binny, om zich te ontdoen van de geest die haar leven volledig overhoop haalt, Melchior te helpen het geheim van zijn verleden bloot te leggen. Alleen zo kan Melchior bevrijd worden van zijn spookleven. Daarbij raken de twee tieners vaak betrokken bij gevaarlijke situaties en moeten ze samen misdaden oplossen.

## Rolverdeling
| Personage                   | Acteur                          | Hoofdrol Afleveringen | Bijrol Afleveringen | Nederlandse stem |
| --------------------------- | ------------------------------- | --------------------- | ------------------- | ---------------- |
| Binny Baumann               | Merle Juschka                   | 1.01–2.10             |                     | Dilara Horuz     |
| Melchior von und zu Panke   | Johannes Hallervorden           | 1.01–2.10             |                     | Jonathan Demoor  |
| Wanda Baumann               | Katrin Wichmann Katharina Kaali | 1.01 1.02–2.10        |                     | Rosalie de Jong  |
| Ronald Baumann              | Steffen Groth                   | 1.01–2.10             |                     | Has Drijver      |
| Luca Schuster               | Eliz Tabea Thrun                | 1.02–2.10             |                     | Sarah Nauta      |
| Hubertus van Horas          | Stefan Weinert                  | 1.02–1.13             |                     | Wim Peters       |
| Bodo                        | Stefan Becker                   | 1.02–2.10             |                     | Bob Stoop        |
| Rhett Thorn                 | Robert Köhler                   | 2.01–2.10             |                     | Ken Verdoodt     |
| Commissaris Steffi Schuster | Inga Busch                      |                       | 1.01–2.08           | Femke Mostert    |
| Mark                        | Anselm Bresgott                 |                       | 1.02–2.10           | Machiel Verbeek  |
| Schoolhoofd Rötig           | Patrick von Blume               |                       | 1.02–2.10           | Rutger Le Poole  |
| Martin                      | Paul Maximilian Schüller        |                       | 1.02–2.02           | Jary Beekhuizen  |
| Jan                         | Hoang Dang-Vu                   |                       | 1.07–2.02           | Finn Karels      |
| Niklas Neudecker            | Lucas Reiber                    |                       | 1.08–2.05           | Rick Sessink     |

## Afleveringen

### Seizoen 1 (2013-2015)
| No. | Aflevering | Titel                     | Nederlandse titel (Disney Channel) | Nederlandse titel (Disney+) | Uitzenddatum     | Regisseur       | Schrijver(s) |
| --- | ---------- | ------------------------- | ---------------------------------- | --------------------------- | ---------------- | --------------- | ------------ |
| 1   | 1          | Der heimliche Mitbewohner | De geheimzinnige huisgenoot        | De geheime kamergenoot      | 23 maart 2013    | Sven Bohse      | Vivien Hoppe |
| 2   | 2          | Und es hat Puff gemacht   | Als bij toverslag                  | En weg was hij              | 2 november 2014  | Nico Zingelmann | Vivien Hoppe |
| 3   | 3          | Madame Buh                | Madam Boeh                         | Mevrouw Boe                 | 9 november 2014  | Nico Zingelmann | Vivien Hoppe |
| 4   | 4          | Auf den Hund gekommen     | Hondsbrutaal                       | Een hond en zijn jongen     | 16 november 2014 | Nico Zingelmann | Vivien Hoppe |
| 5   | 5          | Team-Geist                | Team-Geest                         | Teamgeest                   | 23 november 2014 | Nico Zingelmann | Vivien Hoppe |
| 6   | 6          | Bei Crash Cash            | Cash ne een Crash                  | Een knal zonder kas         | 30 november 2014 | Nico Zingelmann | Vivien Hoppe |
| 7   | 7          | Der Kunstraub             | De kunstroof                       | De kunstdief                | 7 december 2014  | Nico Zingelmann | Vivien Hoppe |
| 8   | 8          | Aufs Pferd gekommen       | Het beste paard van stal           | Paardenspel                 | 14 december 2014 | Nico Zingelmann | Vivien Hoppe |
| 9   | 9          | Die Posting Pest          | De postingplaag                    | Vervelende berichten        | 21 december 2014 | Nico Zingelmann | Vivien Hoppe |
| 10  | 10         | Im Wald                   | In het bos                         | In het bos                  | 28 december 2014 | Andy Fetscher   | Vivien Hoppe |
| 11  | 11         | Der Schulball             | Het schoolbal                      | Het avondbal                | 4 januari 2015   | Andy Fetscher   | Vivien Hoppe |
| 12  | 12         | Lady Diamond              | Lady Diamond                       | Mevrouw diamant             | 11 januari 2015  | Andy Fetscher   | Vivien Hoppe |
| 13  | 13         | Ice, ice, Binny           | Ice, Ice, Binny                    | Binny´s feestje             | 18 januari 2015  | Andy Fetscher   | Vivien Hoppe |

### Seizoen 2 (2016)
| No. | Aflevering | Titel                      | Nederlandse titel (Disney Channel) | Nederlandse titel (Disney+)    | Uitzenddatum  | Regisseur         | Schrijver(s) |
| --- | ---------- | -------------------------- | ---------------------------------- | ------------------------------ | ------------- | ----------------- | ------------ |
| 14  | 1          | Villa Sonnenschein         | Villa Zonneschijn                  | Het zonnehuis                  | 10 april 2016 | Benedict Hoermann | Vivien Hoppe |
| 15  | 2          | Einbruch in der Schule     | Inbraak op school                  | Inbraak op school              | 17 april 2016 | Bettina Blümer    | Vivien Hoppe |
| 16  | 3          | Das schwarze Froschmonster | Het zwarte kikkermonster           | Het wezen uit de blauwe lagune | 17 april 2016 | Benedict Hoermann | Vivien Hoppe |
| 17  | 4          | Filmreif                   | Filmster                           | Klaar voor mijn foto           | 24 april 2016 | Benedict Hoermann | Vivien Hoppe |
| 18  | 5          | Nachts beim Minigolf       | Een nachtelijk potje mini-golf     | Mini-golf                      | 1 mei 2016    | Bettina Blümer    | Vivien Hoppe |
| 19  | 6          | Das falsche Paket          | Het nep-pakket                     | Het verkeerde pakket           | 1 mei 2016    | Bettina Blümer    | Vivien Hoppe |
| 20  | 7          | Der Schatz in der Burg     | De schat in de burcht              | De kasteelschat                | 8 mei 2016    | Andy Fetscher     | Vivien Hoppe |
| 21  | 8          | Nachts im Kaufhaus         | 's Nachts in het warenhuis         | Nacht in het warenhuis         | 8 mei 2016    | Andy Fetscher     | Vivien Hoppe |
| 22  | 9          | Leonina                    | Leonina                            | Leonina                        | 15 mei 2016   | Andy Fetscher     | Vivien Hoppe |
| 23  | 10         | Rock around the Clock      | Het uur van de waarheid            | Rocken met de klok             | 15 mei 2016   | Benedict Hoermann | Vivien Hoppe |